# A-Matempel
De A-Ma tempel is een taoïstische tempel in Macau, in het zuidwesten van het schiereiland Macau. De tempel is gewijd aan de godin Tianhou, beschermheilige der zeevaarders en vissers. De Portugese naam van de tempel is Templo de A-Má. De tempel is in 1488 gebouwd.
Volgens sommigen komt de naam Macau van de A-Ma tempel. Men zegt dat Portugese zeevaarders hier aan land kwamen en vervolgens de bevolking vroegen waar ze waren beland. De eilandbewoners antwoordden met 'A-Ma-Gao', wat in het Kantonees 'baai van A-Ma' betekent. Daarom noemden de Portugezen het schiereiland Macau.

De tempel is een van de eerste gebouwen in China die gefotografeerd werden.